# Plugari
Plugari es una comuna ubicada en el distrito de Iași, Rumania.

## Superficie
Cuenta con una superficie de 58,15 kilómetros cuadrados.

## Demografía
Hasta 2021 la población era de 3098 habitantes, con una densidad de población de 53,28 habitantes por kilómetro cuadrado.